# Arthur Metcalfe
Arthur Metcalfe, né le 27 septembre 1938 à Leeds et mort le 11 décembre 2002, est un coureur cycliste britannique. Professionnel de 1967 à 1970, il a gagné la Milk Race en 1964, le Manx International le 1968 et le Rapport Toer en 1974. Il a participé au Tour de France en 1967 et 1968.

## Palmarès
- 1964
  - 3e étape de la Milk Race
  - Milk Race

- 1965
  - 9e et 13e étapes de la Milk Race

- 1966
  - 13e étape de la Milk Race

- 1967
  - 3e du championnat de Grande-Bretagne sur route

- 1968
  - Manx Trophy

- 1974
  - Rapport Toer

## Résultats sur le Tour de France
- 1967 : 69e
- 1968 : abandon (17e étape)